# Santa Sylvina
Santa Sylvina es una localidad argentina ubicada en el sudoeste de la provincia del Chaco. Es cabecera del departamento Fray Justo Santa María de Oro.
Entre los atractivos están el monumento al gaucho argentino, a los caídos en Malvinas y el paseo René Favaloro.

## Infraestructura
En junio de 2013 se encontraba próximo a inaugurarse su primer colegio Politécnico, denominado Papa Francisco.
También en las distintas entradas al acceso de Santa Sylvina se puede observar un museo al aire libre, en el cual hay tractores antiguos, carros, carretas, tanques de guerras, herramientas antiguas que utilizaban para trabajar la tierra; y próximamente se va a realizar un centro tradicionalista.

## Acceso
La principal vía de comunicación es la Ruta Nacional 95, que la vincula por asfalto al sur con la Provincia de Santa Fe, y al nordeste con Coronel Du Graty y la Provincia de Formosa. Otra ruta pavimentada que llega a la localidad es la Provincial 5, que la comunica al noroeste con Hermoso Campo. También llega a la localidad la Ruta Provincial 14, que se dirige al norte hasta empalmar con la Provincial 13 (y desde allí al oeste a General Pinedo y al este a Villa Ángela.
Hasta la década de 1970, esta localidad era terminal del Ramal F16 del Ferrocarril Belgrano, que la unía con Charadai. Este ramal fue desactivado y levantado, perdiendo así su conexión férrea.

## Toponimia
Fue en homenaje a la Señora Sylvina Estrada de Acevedo, esposa del Presidente del Directorio de la "Sociedad Tres Mojones" por su labor benéfica a favor de los primeros pobladores. El 13 de junio de cada año se celebra la fiesta patronal de San Antonio de Padua.

## Fuente de agua potable
- Represa 1, represa 2, represa Nueva  (enlace roto disponible en Internet Archive; véase el historial, la primera versión y la última).

### Acueducto en proyecto
Ya se definió la única planta potabilizadora, en terrenos de Sameep (ex Junta Nacional de Granos, Barranqueras). Desde allí partirá hacia La Escondida y Sáenz Peña, y saldrán cuatro ramales con sus estaciones de bombeo. Uno a Castelli y Tres Isletas, con derivación a dos colonias. Otro a Los Frentones, Avia Terai y Concepción del Bermejo. El tercero a Villa Ángela, Santa Sylvina y Coronel Du Graty; el 4.º a General Pinedo y Gancedo. 

## Eventos
En octubre se realiza la Fiesta Nacional de Caza de la Paloma. En diciembre el Festival del Gaucho. Es una de las sedes nacionales del Pre-Cosquín.Todos los años se realiza el Bingo Show navideño del Club Deportivo Comercio, el cual se hace desde 1980. Se distrubuyó en la actualidad internacionalmente. Desde 1986 el Club Deportivo Comercio realiza el festival Día De la Madre en donde participan grupos de peñas folclóricas de toda la región, como así también con gran participación de grupos locales y grupos folclóricos para cerrar el festival; el gran objetivo de este festival es homenajear a las Madres en su día. esta institución este año ha inaugurado un cartodromo modelo ubicado entre el acceso Este y RUTA 95 CAMINO A Gato Colorado, en el mismo se encuentra el circuito con mil metros de recorrido y con una iluminación excelente que permite una buena visualización desde cualquier sector tanto para los pilotos como para los espectadores.

## Población
Su población era de 7 340 habitantes (Indec, 2010), lo que representa un crecimiento del 24% frente a los 5 929 habitantes (Indec, 2001) del censo anterior. En el municipio el total ascendía a los 9 040 habitantes (Indec, 2001).

## Parroquias de la Iglesia católica en Santa Sylvina
PARROQUIA SAN ANTONIO DE PADUA, enclavada en el casco céntrico de la ciudad, pertenece a la Diócesis de Presidencia Roque Sáenz Peña. Además cuenta con las capillas Santa Teresita en el barrio homónino, y la Capilla San Roque en el Barrio Sur.